# 1974 Equipo Nacional de Wushu de China

Jet Li saluda a Richard Nixon en el Rosaleda de la Casa Blanca el 12 de julio de 1974.

El Equipo Nacional de Wushu de China de 1974 fue una delegación formada con el propósito de promover el wushu moderno a nivel internacional, incluyendo por primera vez en Estados Unidos. Este equipo se formó durante la época de la Revolución Cultural y la diplomacia del ping-pong, cuando las artes marciales tradicionales chinas (comúnmente conocidas como Kung Fu en Occidente) se transformaron en wushu moderno con el fin de difundir la cultura china internacionalmente a través del deporte. El equipo nacional de 1974 actuó notablemente para Richard Nixon en el Rosaleda de la Casa Blanca, y incluyó miembros como el joven Jet Li.

## Fondo

### 1950-1965: El nacimiento del wushu moderno
Hubo varios intentos de estandarizar las artes marciales de China a principios del siglo XX, incluyendo la Asociación Atlética Chin Woo y el Academia Central de Artes Marciales de Nankín dirigido por el Kuomintang. A diferencia del Partido Nacionalista, el Partido Comunista de China detestaba las aplicaciones de defensa personal de las artes marciales tradicionales chinas y quería restringir esos métodos de entrenamiento, favoreciendo en cambio las rutinas basadas en el rendimiento con acrobacias. Cuando el Partido Comunista ganó la Guerra Civil China en 1949 y estableció el control en todo el condado, la Comisión de Deportes promovió el wushu taolu moderno basado en el rendimiento que condujo a la creación de la Asociación China de Wushu (CWA) en 1958.
En 1960, se enviaron delegaciones chinas a Checoslovaquia y Birmania para promover la cultura y el deporte chinos; entre las delegaciones había equipos de wushu. Entre 1961 y 1966, se organizaron actuaciones de wushu en China para numerosos políticos visitantes de Nepal, Indonesia, Mongolia, Ghana, Corea del Norte, Afganistán, Japón, Australia, Mali y Tanzania.

### 1966-1973: Reconstrucción del wushu moderno
En 1966, la Revolución Cultural en China comenzó a tener lugar, y la práctica de cualquier arte marcial (tradicional o moderno) fue prohibida. A principios de la década de 1970, las restricciones comenzaron a levantarse lentamente, y los equipos modernos de wushu taolu comenzaron a entrenar de nuevo. La participación de China en el Campeonato Mundial de Tenis de Mesa de 1971 condujo al inicio de la diplomacia del ping-pong donde China comenzó a participar de nuevo en competiciones deportivas internacionales. El mismo año, China fue aceptada por la Federación de Juegos Asiáticos antes de los Juegos Asiáticos de 1974. Estos desarrollos fueron seguidos por la visita de Richard Nixon a China en 1972 y los lazos entre China y los Estados Unidos se estaban estrechando.
A diferencia de los programas eurocentristas de los Juegos Olímpicos y los Juegos Asiáticos, China quería desarrollar el wushu para reflejar su propia cultura en el escenario internacional. A principios de la década de 1970, ningún otro país fuera de China conocía el wushu moderno a gran escala, por lo que la Comisión de Deportes y la CWA desarrollaron un plan para organizar un equipo de exhibición para promover el wushu a nivel internacional.

## Formación del equipo
A principios de la década de 1970, comenzaron a organizarse equipos municipales y provinciales de wushu en toda China. Las autoridades realizaban evaluaciones para evaluar las capacidades físicas de los jóvenes, midiendo su resistencia, flexibilidad, altura de salto y otros factores. Quienes superaban las evaluaciones eran seleccionados para integrar equipos profesionales de wushu, donde residían y entrenaban durante varias horas al día.
Durante la visita de Nixon a China en 1972, Henry Kissinger visitó el Instituto Central de Educación Física (ahora conocido como la Universidad Deportiva de Beijing ) y quedó impresionado con la capacidad atlética de los atletas chinos de wushu. Después de las conversaciones entre Kissinger y Zhou Enlai, se firmó un acuerdo para que una delegación del equipo nacional chino de wushu visitara y actuara en los Estados Unidos en junio de 1974.

El Equipo Nacional de Wushu de China de 1974

A mediados de 1973, la Comisión Deportiva y la CWA crearon un comité para crear el primer equipo nacional de wushu. El comité se dividió en dos grupos: uno fue al norte y el otro al sur. Los comités evaluaron las habilidades de los atletas de wushu de varias provincias. Se seleccionaron 120 personas para comenzar a entrenar en el Estadio de los Trabajadores de Pekín . En octubre, tras dos meses de entrenamiento, se seleccionaron 18 atletas masculinos y 12 femeninos para unirse al equipo nacional. Estos atletas fueron trasladados a la Universidad del Deporte de Shanghái, donde entrenaron durante seis meses. El entrenador principal fue Guo Lei, con los entrenadores asistentes Zhang Shan y Wang Jiadong. Además de practicar wushu, la delegación se reunió con instructores británicos durante seis meses para aprender las costumbres y modales estadounidenses.
Para promover la belleza artística del wushu moderno, el equipo se reunió con la Orquesta Tradicional Nacional de China para agregar música a las actuaciones de wushu moderno por primera vez. De manera similar, los uniformes de los miembros del equipo de wushu se hicieron en muchos colores y con detalles para brindar una exhibición atractiva.

#### Hombres
- Guo Shengzhou
- Xu Jiezheng
- Wang Changkai
- Zhen Zhihua
- Niu Huailu
- Gao Xiao
- Liu Xuezhi
- Han Mingnan
- Wang Qinbao
- Yang Chenping
- Chang Fuyun
- Zhou Tao
- Yu Chiyuan
- Mo Shaoneng
- Li Chiming
- Kang Kewu
- Zheng Jiming
- Qiu Fangzhen
- Cui Yahui
- Li Lianjie (Jet Li)

#### Mujeres
- Chen Daoyun
- He Weiqi
- Guo Pei
- Zhao Linyan
- Li Xiaoping
- Shi Meilin
- Cheng Aiping
- Wu Xiumei
- Xu Bin
- Bai Yanxia
- Zong Qiaozhen
- Lu Yan

Zhao Changjun, un campeón en ascenso, fue notablemente excluido de la delegación porque sus estilos especiales, zuiquan (borracho) y houquan (mono), se consideraban unas representaciones malas del pueblo y la cultura de China. Como resultado de su exclusión, Zhao trabajó con sus entrenadores para desarrollar el ditangquan modernizado, un estilo que conservaba las acrobacias del zuiquan y el houquan, pero con un estilo más «limpio».

## La gira del equipo nacional
Poco antes del inicio de la gira, la República de China (ROC) se enteró de la compañía de wushu de la República Popular China y creó rápidamente la "Compañía de Canto y Arte Estrella de China" para realizar una gira por Estados Unidos simultáneamente con la compañía de wushu. Tras breves negociaciones, Estados Unidos no admitió a la delegación de Taiwán por el moment.
Además de los atletas del equipo nacional chino de wushu, numerosos diplomáticos y entrenadores acompañaron a la delegación, incluyendo a Huang Zhen, presidente de la Oficina de Enlace de China. Durante todos los viajes, el equipo se quedaba en pisos individuales de hotel, acompañados por policías y guardias de la Agencia de Seguridad Nacional vestidos de civil, apostados en las pasillos, ascensores y vestíbulos. Además, todas las habitaciones de hotel de la delegación china estaban intervenidas, por lo que se les indicó a sus miembros que fueran cuidadosos con sus palabras, incluso en privado. Se cuenta que Jet Li una vez habló con un espejo pidiendo helado y plátanos, y al día siguiente le concedieron ambos bocadillos en su habitación.

### Cronología

#### México
El 3 de junio de 1974, la delegación de 45 miembros del equipo nacional de wushu de China partió de Pekín. El equipo visitó México por primera vez antes de Estados Unidos. El 9 de junio, dieron una actuación en Chapultepec, Ciudad de México, y el 12 de junio en el Palacio Nacional para una audiencia de 5.000 personas.

El equipo en la ciudad de Nueva York.

#### Estados Unidos
El 21 de junio, el equipo partió hacia Honolulu, Hawái, y ofreció tres actuaciones para una audiencia total de 7000 personas. Jet Li casi inició un incidente internacional cuando expresó su entusiasmo por ver un avión chino, sin darse cuenta de que era de Taiwán. Después de esta visita, el equipo partió hacia San Francisco, California . Su presentación del miércoles 26 de junio en el SF Masonic Auditoriumtuvo gran éxito y fue filmada por ABC News. El equipo ofreció tres actuaciones más por toda la ciudad. Luego, la delegación partió hacia la ciudad de Nueva York y actuó cuatro veces en el Felt Forum (ahora conocido como The Theater at Madison Square Garden ) para una audiencia de 17.000 personas, incluyendo una fiesta para el Día de la Independencia de los Estados Unidos. Sus éxitos fueron documentados por The New York Times y The Washington Post.

##### Washington D. C.
La noche del miércoles 10 de julio, el equipo nacional de wushu de China actuó en el Centro Kennedy . El viernes 12 de julio, el equipo visitó la Casa Blanca y se reunió con Richard Nixon y Henry Kissinger de 14:48 a 15:04. La reunión comenzó con una actuación de changquan a cargo de Lu Yan y una presentación de duilian a cargo de Jet Li y Cui Yahui, todos con las manos vacías, ya que no se permitía el acceso de armas a la Casa Blanca. El presidente Nixon se reunió con los tres niños para una sesión de fotos. El presidente Nixon le pidió a Jet Li que fuera su guardaespaldas. Jet Li respondió: "No quiero proteger a nadie. ¡Cuando sea mayor, quiero defender a mis mil millones de compatriotas chinos!". El secretario Kissinger respondió que Li "ya es un excelente diplomático". Tras su estancia en Washington DC, la delegación partió hacia Hong Kong el 14 de julio.

#### Hong Kong
El 16 de julio, el equipo nacional de wushu de China llegó al Hong Kong británico y actuó en el Sunbeam Theatre el 19 de julio. Después de tres actuaciones más, se fueron de Hong Kong el 23 de julio y regresaron a China continental.

## Legado
La gira del equipo nacional de wushu de China en 1974 fue la primera vez que el wushu moderno se vio en Occidente. A partir de finales de la década de 1970, maestros de wushu moderno de China emigraron a Estados Unidos. En 1981, el adounidense de wushu fue organizado por Bow-sim Mark, Roger Tung y Anthony Chan.
La CWA se organizaron más equipos nacionales de wushu de China durante las décadas de 1970 y 1980 para promover el wushu internacionalmente.  Durante la década de 1980 con los Campeonatos Internacionales de Wushu por Invitación y los Campeonatos Asiáticos de Wushu, el equipo nacional chino comenzó a formarse solo para fines de competencia internacional. La delegación que eventualmente se convirtió en el principal embajador internacional del wushu fue el Equipo de Wushu de Pekín bajo el mando de Wu Bin .
Jet Li se convertiría en una figura muy popular en la comunidad del wushu, ganando el título individual masculino de 1975 a 1979. Se retiró tras una lesión de rodilla y posteriormente se dedicó al cine. <i id="mwAXA">El Templo Shaolin"</i> en 1982 convirtió a Jet Li en un ícono popular en China y el mundo, difundiendo así el wushu moderno a nivel internacional.

### Celebraciones de aniversario
Como parte del Campeonato Mundial de Wushu de 2019, se realizó una celebración del 45.º aniversario para la delegación de 1974. La celebración incluyó una visita al Museo de Historia del Wushu Chino de la Universidad del Deporte de Shanghái y una ceremonia. 
En 2024, las celebraciones del 50.º aniversario se realizó en Ontario, California, en septiembre, y en Pekín, China, en octubre.